# Гринцов, Иван Алексеевич
Иван Алексеевич Гринцов (1888 — после 1926) — штабс-ротмистр 18-го гусарского Нежинского полка, герой Первой мировой войны, участник Белого движения.

## Биография
Сын купца 2-й гильдии. Среднее образование получил в Елисаветградском земском реальном училище, где окончил полный курс.
В 1912 году окончил Елисаветградское кавалерийское училище, откуда выпущен был корнетом в 5-й уланский Литовский полк. 9 сентября 1912 года переведен в 18-й гусарский Нежинский полк.
В Первую мировую войну вступил в составе конно-пулеметной команды нежинских гусар. Удостоен ордена Святого Георгия 4-й степени
За то, что, будучи в чине корнета, 12 сентября 1915 года, в бою у д. Железницы, под ураганным огнем противника, заняв с командуемыми им пулеметами позицию впереди боевого отряда, будучи контуженным, но оставшись в строю, огнем своим ослабил ружейный и пулеметный огонь противника, чем способствовал занятию штурмом окопов у д. Железницы и захвату деревни.
Произведен в поручики 21 октября 1915 года «за выслугу лет», в штабс-ротмистры — 12 июля 1917 года. В 1917 году — начальник конно-пулеметной команды.
В Гражданскую войну участвовал в Белом движении в составе Вооруженных сил Юга России и Русской армии. Был произведен в ротмистры. В эмиграции в Югославии, в 1926 году — в Скопье. Дальнейшая судьба неизвестна.

## Награды
- Орден Святого Станислава 3-й ст. с мечами и бантом (ВП 17.12.1914)
- Орден Святой Анны 4-й ст. с надписью «за храбрость» (ВП 17.12.1914)
- Орден Святого Станислава 2-й ст. с мечами (ВП 2.03.1915)
- Орден Святой Анны 3-й ст. с мечами и бантом (ВП 27.06.1915)
- Орден Святой Анны 2-й ст. с мечами (ВП 9.11.1916)
- Орден Святого Георгия 4-й ст. (ВП 7.02.1917)